# Virojoki (vattendrag)
Virojoki är ett vattendrag i Finland.   Det ligger i landskapet Kymmenedalen, i den södra delen av landet, 160 km öster om huvudstaden Helsingfors.